# Portrait d'Edme Bochet
Pour les articles homonymes, voir Bochet.
Le Portrait d'Edme Bochet est un tableau peint en 1811 par Jean-Auguste-Dominique Ingres. Il représente Edme Bochet, et constitue le pendant du Portrait de Madame Panckoucke qui représente sa sœur. Les deux tableaux, ainsi que celui représentant Charles Marcotte d'Argenteuil furent présentés au Salon de 1814. Le tableau fait partie depuis 1878 des collections du musée du Louvre. 

## Historique
Les deux portraits d'Edme Bochet et de sa sœur Cécile Bochet, ont été réalisés par Ingres en ovale, comme formant pendants et sont aujourd’hui réunis au musée du Louvre. Le portrait d'Edme Bochet est le seul portrait d'homme réalisé par Ingres dans un format ovale.

## Le modèle
Edme-François-Joseph Bochet est le fils de Edme Bochet père, administrateur de l'Enregistrement et des Domaines, et de Françoise Philippine de Bellier. Il est lui-même, chef de correspondance  à la Direction de l'enregistrement et des domaines,  Durant son séjour à Rome entre 1810 et 1814, il est employé par l'Administration impériale, y fait réaliser en 1811 son portrait par Jean-Auguste-Dominique Ingres. Ami de Jacques-Édouard Gatteaux, celui-ci l'introduit, avec Charles Marcotte d'Argenteuil son parent, en 1811 dans l'atelier de son ami Jean-Auguste-Dominique Ingres, qui réalise par la suite de nombreux portraits de cette famille. Après avoir été conservateur des hypothèques de Paris sous le régime de Louis-Philippe Ier, Edme Bochet s'éteint en 1871 en son château de Maronnes à Meuvaines en Normandie, après avoir été fait officier de la Légion d'honneur.